# Nigersaurus taqueti
Nigersaurus (il cui nome significa "lucertola Nera") è un genere estinto di dinosauro sauropode rebbachisauride vissuto nel Cretaceo inferiore, circa 115-105 milioni di anni fa (Albiano-Aptiano), in quella che oggi è la Formazione Elrhaz in un'area chiamata Gadoufaoua, nella Repubblica del Niger, Africa. Il genere contiene una singola specie, ossia N. taqueti, i cui fossili furono descritti per la prima volta nel 1976, sebbene l'animale venne nominato solo nel 1999, dopo il ritrovamento di ulteriori fossili più completi. Il nome specifico, taqueti, rende omaggio al paleontologo Philippe Taquet, che per primo scoprì i suoi resti.
Nigersaurus era piuttosto piccolo per un sauropode, con una lunghezza di circa 9 metri (30 piedi), ed il collo era relativamente corto. L'animale pesava circa quattro tonnellate, paragonabile a un elefante. Lo scheletro era altamente pneumatizzato (pieno di spazi che collegavano e alloggiavano sacche d'aria), mentre gli arti erano robusti. Il cranio era altamente specializzato, con grandi fenestre e ossa sottili. Il muso era largo e alloggiava più di 500 denti, che venivano sostituiti rapidamente (circa ogni 14 giorni), ed è possibile che il muso presentasse una guaina cheratinosa. A differenza di altri tetrapodi, le ossa in cui erano ancorati i denti erano ruotate trasversalmente rispetto al resto del cranio, in modo che tutti i denti fossero posizionati nella parte anteriore.
Nigersaurus e i suoi parenti più stretti sono raggruppati nella sottofamiglia Rebbachisaurinae (precedentemente pensata per essere un raggruppamento nell'eponimo Nigersaurinae) della famiglia Rebbachisauridae, che fa parte della superfamiglia Diplodocoidea. Nigersaurus era probabilmente un erbivoro brucatore che si nutriva con la testa vicino al suolo, sebbene sia ancora in discussione se l'animale in vita mantenesse la testa rivolta verso il basso o in orizzontale come gli altri sauropodi. La regione del cervello adibita all'olfatto era sottosviluppata, sebbene le dimensioni del cervello fossero paragonabili a quelle di altri dinosauri. Nigersaurus viveva in un habitat ripariale e la sua dieta consisteva probabilmente in piante molli, come felci, equiseti e angiosperme. È uno dei vertebrati fossili più comuni che si trovano nella zona e condivideva il suo habitat con altri dinosauri megaerbivori, oltre a grandi teropodi e crocodylomorfi.

## Descrizione

Dimensioni di Nigersaurus, a confronto con un uomo

Come tutti i sauropodi, Nigersaurus era un quadrupede con una testa piccola, zampe posteriori spesse e una lunga coda, sebbene fosse relativamente piccolo rispetto ad altri sauropodi giganti, con una lunghezza di soli 9 metri (30 piedi), e un femore lungo appena 1 metro (3 piedi e 3 pollici), per un peso di circa 4 tonnellate, paragonabile al peso di un moderno elefante. Anche il collo era relativamente corto per un sauropode, contando tredici vertebre cervicali. Tuttavia, quasi tutti i rebbachisauridi avevano un collo relativamente corto e una lunghezza massima di 10 metri (33 piedi) o meno. L'unico membro della famiglia che raggiungeva dimensioni eccezionali era il Rebbachisaurus.
Le vertebre presacrali (vertebre prima del sacro) erano fortemente pneumatizzate al punto tale che la colonna vertebrale dell'animale consisteva in una serie di "gusci" vuoti, ognuno diviso da un sottile setto nel mezzo. Lo scheletro dell'animale presentava poco o nessun osso spugnoso, rendendo il centro vertebrale estremamente sottile e pieno di spazi aerei. Gli archi vertebrali erano pesantemente trapassati dalle estensioni delle sacche d'aria esterne, al punto che delle loro pareti laterali rimaneva ben poco se non le lamine intersecanti spesse due millimetri, e le creste tra le aperture pneumatiche. Le vertebre caudali, tuttavia, avevano un centro vertebrale solido. Anche le ossa della cintura pelvica e pettorale erano molto sottili, spesse solo pochi millimetri. Come altri sauropodi, i suoi arti erano robusti, in contrasto con la costruzione estremamente leggera del resto dello scheletro. Gli arti non erano specializzati come il resto dello scheletro e le zampe anteriori di Nigersaurus erano circa i due terzi della lunghezza degli arti posteriori, come nella maggior parte dei diplodocoidi.

### Cranio

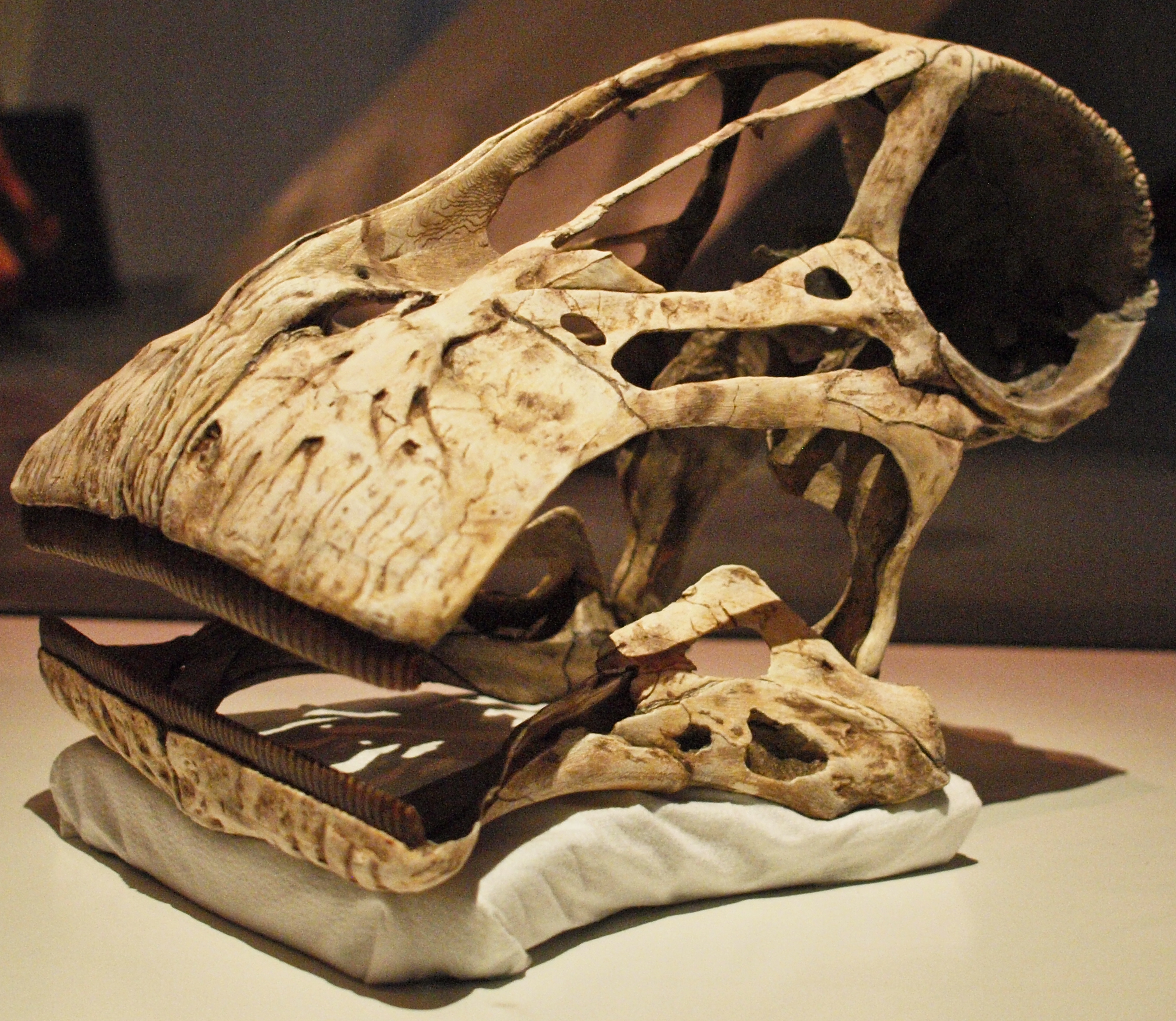
Replica del cranio, Royal Ontario Museum

Il cranio di Nigersaurus era delicato, con quattro fenestre (aperture nel cranio) laterali più grandi rispetto agli altri sauropodomorfi. L'area totale dell'osso che collega il muso alla parte posteriore del cranio era di solo un cm². Questi punti di collegamento d'ossa avevano solitamente uno spessore inferiore a 2 millimetri. Nonostante ciò, il cranio era molto resistente al continuo triturare dei denti. Un altro tratto unico che distingueva Nigersaurus dagli altri sauropodomorfi era una fenestra sopratemporale chiusa. Le aperture nasali (narici ossee) erano allungate. Sebbene le ossa nasali non siano completamente note, sembra che il margine anteriore della narici ossee fosse più vicino al muso rispetto ad altri diplodocoidi. Anche il muso era proporzionalmente più corto e le file dei denti non erano affatto prognatica, ossia la punta del muso non sporgeva rispetto alla serie di denti. La fila di denti mascellari era nella sua interezza ruotata trasversalmente, con la sua parte posteriore rivolta di 90° in avanti. Ciò è stata accompagnata da un'identica rotazione della mandibola. Di conseguenza, nessun altro tetrapode possiede tutti i denti nella parte anteriore delle fauci come Nigersaurus.

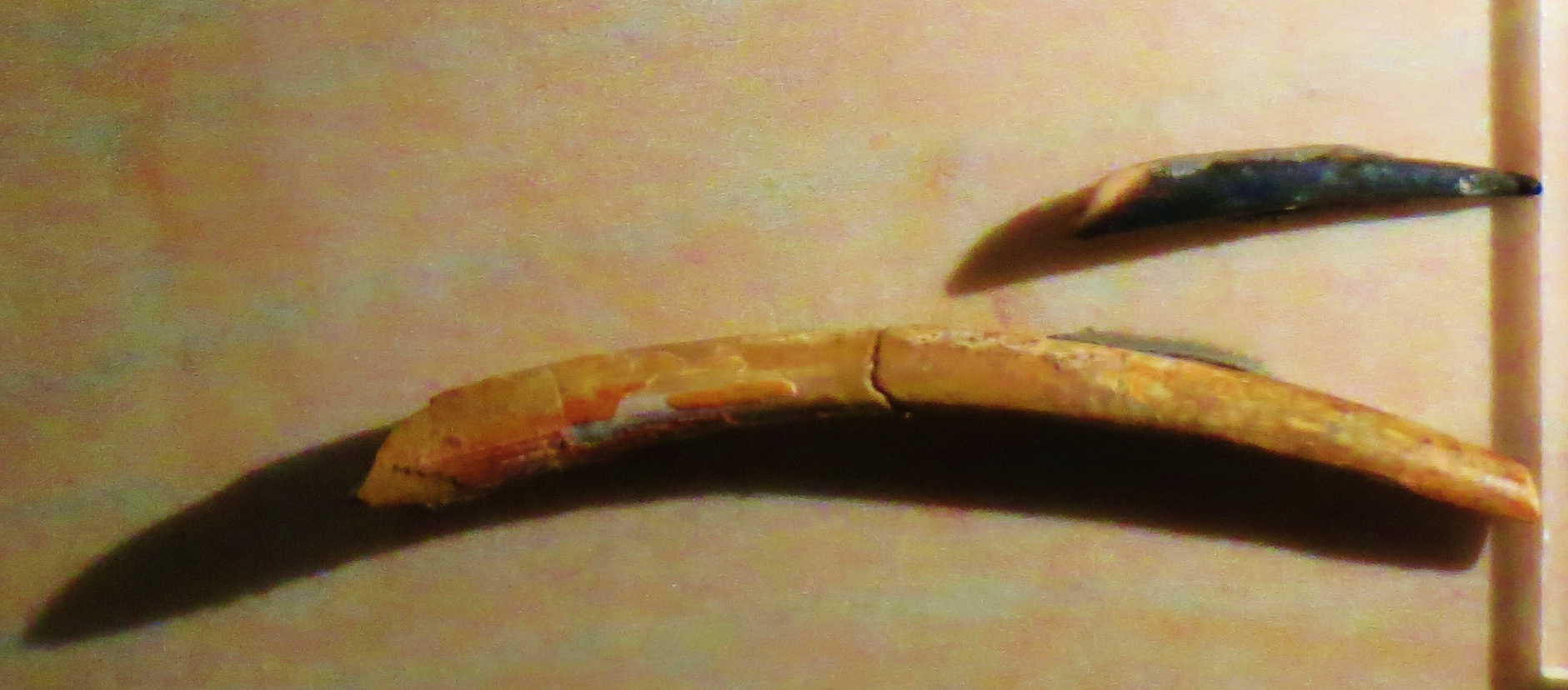
Denti a diversi stadi della crescita, al Museo civico di Storia Naturale di Venezia

I sottili denti avevano corone leggermente curve, di sezione ovale. I denti nella mandibola potrebbero essere stati del 20-30% più piccoli di quelli della mascella, tuttavia, i denti mandibolari sono poco noti e hanno una maturità incerta. A parte questo, i denti erano identici. Sotto ciascun dente vi era una colonna di nove denti di ricambio all'interno dell'osso. Con 68 colonne nella mascella e 60 colonne nella mandibola, queste cosiddette batterie dentali (presenti anche in adrosauri e ceratopsi) comprendevano un totale di oltre 500 denti attivi e sostitutivi. Le batterie dentali eruttavano all'unisono, e non ciascuna colonna singolarmente. Lo smalto sui denti di Nigersaurus era altamente asimmetrico, dieci volte più spesso sul lato esterno che sul lato interno. Questa condizione è altrimenti nota solo negli ornithischi più evoluti.
Nigersaurus non mostra le stesse modifiche strutturali osservate nelle fauci di altri dinosauri con batterie dentali o mammiferi con elaborate funzioni masticatorie. La mandibola era a forma di S e divisa nel ramo trasversale subcilindrico, che conteneva i denti, e il ramo posteriore, che era più leggero ed era la posizione per la maggior parte degli attacchi muscolari. Le fauci contenevano anche diverse fenestre, di cui tre non presenti in altri sauropodi. Le estremità anteriori delle fauci avevano scanalature che potrebbero indicare la presenza di una guaina cheratinosa (cornea). Nigersaurus è l'unico animale tetrapode conosciuto per avere fauci più larghe del cranio e dei denti che si estendevano lateralmente sul davanti. Il muso era persino più largo di quelli degli adrosauri dal "becco ad anatra".

## Classificazione
I resti di Nigersaurus furono inizialmente descritti da Taquet nel 1976 ed assegnati ad un dicraeosauride, ma nel 1999 Sereno e colleghi lo riclassificarono come diplodocoide rebbachisauride. Questi ricercatori ipotizzarono che, poiché i colli corti e le piccole dimensioni erano noti tra i diplodocoidi basali, potrebbe indicare che queste erano caratteristiche ancestrali del gruppo. I rebbachisauridi rappresentano la famiglia più primitiva all'interno della superfamiglia Diplodocoidea, che contiene anche i Diplodocidae dal collo lungo e i Dicraeosauridae dal collo corto. L'omonima sottofamiglia Nigersaurinae, che comprende Nigersaurus e i generi strettamente correlati a quest'ultimo, è stata nominata dal paleontologo americano John A. Whitlock, nel 2011. Il genere strettamente correlato Demandasaurus, dalla Spagna, è stato descritto dal paleontologo spagnolo Fidel Torcida Fernández-Baldor e colleghi, nel 2011, insieme ad altri gruppi di animali che attraversa il Cretaceo dell'Africa e dell'Europa, indicano che le piattaforme carbonatiche collegavano queste terre emerse attraverso il Mare Tetide. Ciò è sostenuto dagli studi del paleontologo italiano Federico Fanti e dai colleghi (2013) nella loro descrizione della nigersaurino Tataouinea, dalla Tunisia, che era più legata alla forma europea che a Nigersaurus, nonostante provenga dall'Africa, quindi parte del supercontinente Gondwana. La pneumatizzazione dello scheletro dei rebbachisauridi si è evoluta progressivamente, culminando nei nigersaurini.

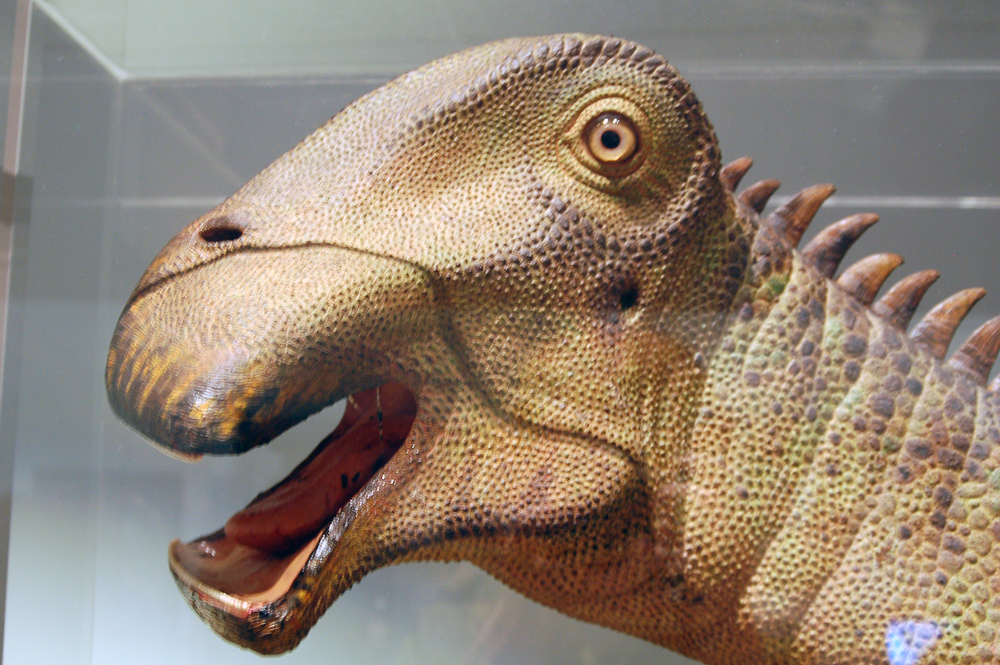
Ricostruzione museale della testa di N. taqueti, all'Australian Museum, Sydney

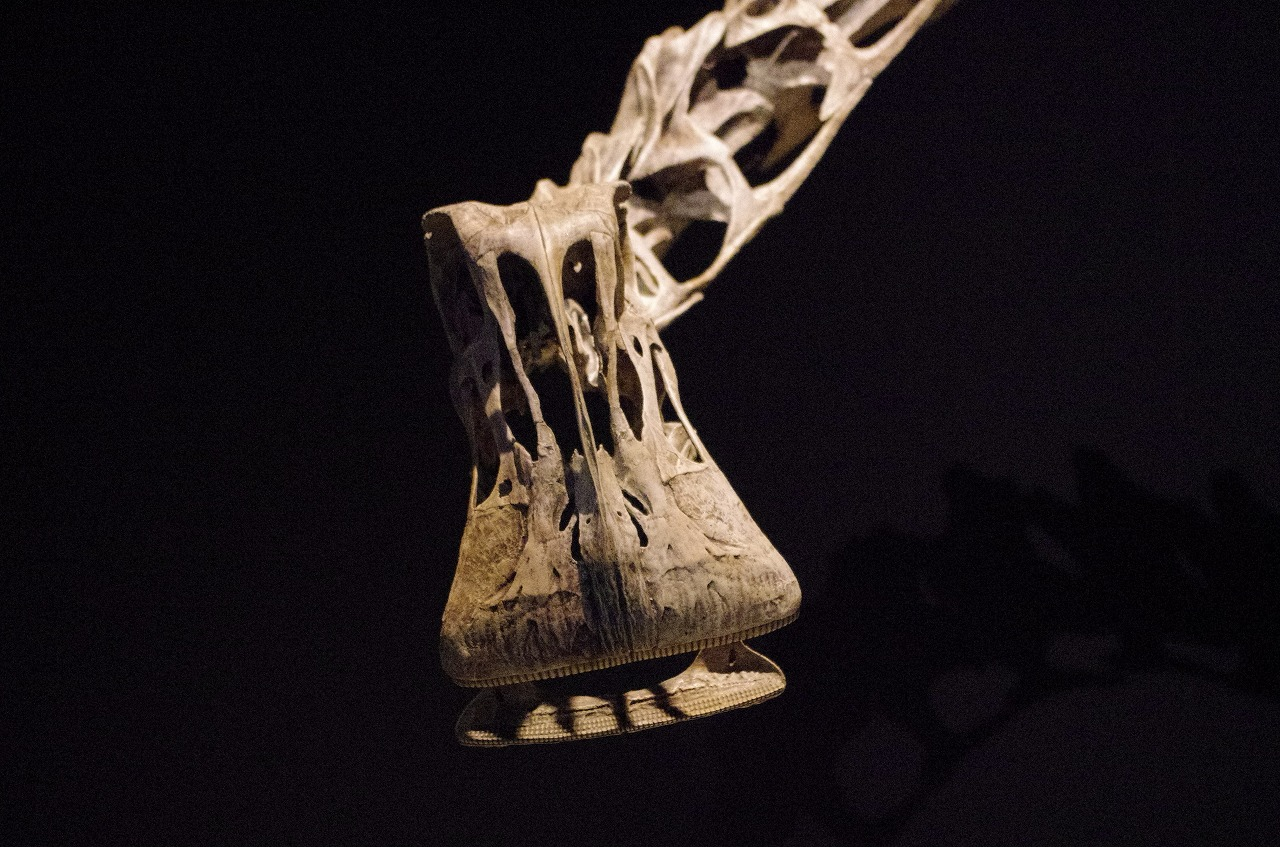
Vista frontale del cranio

Di seguito è riportato un cladogramma a seguito dell'analisi del 2013 di Fanti e colleghi, che ha confermato la classificazione di Nigersaurus come rebbachisauride basale:
|  | Rayososaurus                                                  |
|  |                                                               |
|  | Rebbachisaurus                                                |
|  |                                                               |
|  | \| \| Cathartesaura \| \| \| \| \| \| Limaysaurus \| \| \| \| |
|  |                                                               |
|  | Cathartesaura                                                 |
|  |                                                               |
|  | Limaysaurus                                                   |
|  |                                                               |

|  | Cathartesaura |
|  |               |
|  | Limaysaurus   |
|  |               |

|  | Nigersaurus                                                  |
|  |                                                              |
|  | \| \| Demandasaurus \| \| \| \| \| \| Tataouinea \| \| \| \| |
|  |                                                              |
|  | Demandasaurus                                                |
|  |                                                              |
|  | Tataouinea                                                   |
|  |                                                              |

|  | Demandasaurus |
|  |               |
|  | Tataouinea    |
|  |               |

|  | Rayososaurus                                                  |
|  |                                                               |
|  | Rebbachisaurus                                                |
|  |                                                               |
|  | \| \| Cathartesaura \| \| \| \| \| \| Limaysaurus \| \| \| \| |
|  |                                                               |
|  | Cathartesaura                                                 |
|  |                                                               |
|  | Limaysaurus                                                   |
|  |                                                               |

|  | Cathartesaura |
|  |               |
|  | Limaysaurus   |
|  |               |

|  | Nigersaurus                                                  |
|  |                                                              |
|  | \| \| Demandasaurus \| \| \| \| \| \| Tataouinea \| \| \| \| |
|  |                                                              |
|  | Demandasaurus                                                |
|  |                                                              |
|  | Tataouinea                                                   |
|  |                                                              |

|  | Demandasaurus |
|  |               |
|  | Tataouinea    |
|  |               |

|  | Rayososaurus                                                  |
|  |                                                               |
|  | Rebbachisaurus                                                |
|  |                                                               |
|  | \| \| Cathartesaura \| \| \| \| \| \| Limaysaurus \| \| \| \| |
|  |                                                               |
|  | Cathartesaura                                                 |
|  |                                                               |
|  | Limaysaurus                                                   |
|  |                                                               |

|  | Cathartesaura |
|  |               |
|  | Limaysaurus   |
|  |               |

|  | Nigersaurus                                                  |
|  |                                                              |
|  | \| \| Demandasaurus \| \| \| \| \| \| Tataouinea \| \| \| \| |
|  |                                                              |
|  | Demandasaurus                                                |
|  |                                                              |
|  | Tataouinea                                                   |
|  |                                                              |

|  | Demandasaurus |
|  |               |
|  | Tataouinea    |
|  |               |

|  | Rayososaurus                                                  |
|  |                                                               |
|  | Rebbachisaurus                                                |
|  |                                                               |
|  | \| \| Cathartesaura \| \| \| \| \| \| Limaysaurus \| \| \| \| |
|  |                                                               |
|  | Cathartesaura                                                 |
|  |                                                               |
|  | Limaysaurus                                                   |
|  |                                                               |

|  | Cathartesaura |
|  |               |
|  | Limaysaurus   |
|  |               |

|  | Nigersaurus                                                  |
|  |                                                              |
|  | \| \| Demandasaurus \| \| \| \| \| \| Tataouinea \| \| \| \| |
|  |                                                              |
|  | Demandasaurus                                                |
|  |                                                              |
|  | Tataouinea                                                   |
|  |                                                              |

|  | Demandasaurus |
|  |               |
|  | Tataouinea    |
|  |               |

|  | Rayososaurus                                                  |
|  |                                                               |
|  | Rebbachisaurus                                                |
|  |                                                               |
|  | \| \| Cathartesaura \| \| \| \| \| \| Limaysaurus \| \| \| \| |
|  |                                                               |
|  | Cathartesaura                                                 |
|  |                                                               |
|  | Limaysaurus                                                   |
|  |                                                               |

|  | Cathartesaura |
|  |               |
|  | Limaysaurus   |
|  |               |

|  | Nigersaurus                                                  |
|  |                                                              |
|  | \| \| Demandasaurus \| \| \| \| \| \| Tataouinea \| \| \| \| |
|  |                                                              |
|  | Demandasaurus                                                |
|  |                                                              |
|  | Tataouinea                                                   |
|  |                                                              |

|  | Demandasaurus |
|  |               |
|  | Tataouinea    |
|  |               |

|  | Rayososaurus                                                  |
|  |                                                               |
|  | Rebbachisaurus                                                |
|  |                                                               |
|  | \| \| Cathartesaura \| \| \| \| \| \| Limaysaurus \| \| \| \| |
|  |                                                               |
|  | Cathartesaura                                                 |
|  |                                                               |
|  | Limaysaurus                                                   |
|  |                                                               |

|  | Cathartesaura |
|  |               |
|  | Limaysaurus   |
|  |               |

|  | Nigersaurus                                                  |
|  |                                                              |
|  | \| \| Demandasaurus \| \| \| \| \| \| Tataouinea \| \| \| \| |
|  |                                                              |
|  | Demandasaurus                                                |
|  |                                                              |
|  | Tataouinea                                                   |
|  |                                                              |

|  | Demandasaurus |
|  |               |
|  | Tataouinea    |
|  |               |

|  | Rayososaurus                                                  |
|  |                                                               |
|  | Rebbachisaurus                                                |
|  |                                                               |
|  | \| \| Cathartesaura \| \| \| \| \| \| Limaysaurus \| \| \| \| |
|  |                                                               |
|  | Cathartesaura                                                 |
|  |                                                               |
|  | Limaysaurus                                                   |
|  |                                                               |

|  | Cathartesaura |
|  |               |
|  | Limaysaurus   |
|  |               |

|  | Nigersaurus                                                  |
|  |                                                              |
|  | \| \| Demandasaurus \| \| \| \| \| \| Tataouinea \| \| \| \| |
|  |                                                              |
|  | Demandasaurus                                                |
|  |                                                              |
|  | Tataouinea                                                   |
|  |                                                              |

|  | Demandasaurus |
|  |               |
|  | Tataouinea    |
|  |               |

|  | Rayososaurus                                                  |
|  |                                                               |
|  | Rebbachisaurus                                                |
|  |                                                               |
|  | \| \| Cathartesaura \| \| \| \| \| \| Limaysaurus \| \| \| \| |
|  |                                                               |
|  | Cathartesaura                                                 |
|  |                                                               |
|  | Limaysaurus                                                   |
|  |                                                               |

|  | Cathartesaura |
|  |               |
|  | Limaysaurus   |
|  |               |

|  | Nigersaurus                                                  |
|  |                                                              |
|  | \| \| Demandasaurus \| \| \| \| \| \| Tataouinea \| \| \| \| |
|  |                                                              |
|  | Demandasaurus                                                |
|  |                                                              |
|  | Tataouinea                                                   |
|  |                                                              |

|  | Demandasaurus |
|  |               |
|  | Tataouinea    |
|  |               |

|  | Rayososaurus                                                  |
|  |                                                               |
|  | Rebbachisaurus                                                |
|  |                                                               |
|  | \| \| Cathartesaura \| \| \| \| \| \| Limaysaurus \| \| \| \| |
|  |                                                               |
|  | Cathartesaura                                                 |
|  |                                                               |
|  | Limaysaurus                                                   |
|  |                                                               |

|  | Cathartesaura |
|  |               |
|  | Limaysaurus   |
|  |               |

|  | Nigersaurus                                                  |
|  |                                                              |
|  | \| \| Demandasaurus \| \| \| \| \| \| Tataouinea \| \| \| \| |
|  |                                                              |
|  | Demandasaurus                                                |
|  |                                                              |
|  | Tataouinea                                                   |
|  |                                                              |

|  | Demandasaurus |
|  |               |
|  | Tataouinea    |
|  |               |

|  | Rayososaurus                                                  |
|  |                                                               |
|  | Rebbachisaurus                                                |
|  |                                                               |
|  | \| \| Cathartesaura \| \| \| \| \| \| Limaysaurus \| \| \| \| |
|  |                                                               |
|  | Cathartesaura                                                 |
|  |                                                               |
|  | Limaysaurus                                                   |
|  |                                                               |

|  | Cathartesaura |
|  |               |
|  | Limaysaurus   |
|  |               |

|  | Nigersaurus                                                  |
|  |                                                              |
|  | \| \| Demandasaurus \| \| \| \| \| \| Tataouinea \| \| \| \| |
|  |                                                              |
|  | Demandasaurus                                                |
|  |                                                              |
|  | Tataouinea                                                   |
|  |                                                              |

|  | Demandasaurus |
|  |               |
|  | Tataouinea    |
|  |               |

|  | Rayososaurus                                                  |
|  |                                                               |
|  | Rebbachisaurus                                                |
|  |                                                               |
|  | \| \| Cathartesaura \| \| \| \| \| \| Limaysaurus \| \| \| \| |
|  |                                                               |
|  | Cathartesaura                                                 |
|  |                                                               |
|  | Limaysaurus                                                   |
|  |                                                               |

|  | Cathartesaura |
|  |               |
|  | Limaysaurus   |
|  |               |

|  | Nigersaurus                                                  |
|  |                                                              |
|  | \| \| Demandasaurus \| \| \| \| \| \| Tataouinea \| \| \| \| |
|  |                                                              |
|  | Demandasaurus                                                |
|  |                                                              |
|  | Tataouinea                                                   |
|  |                                                              |

|  | Demandasaurus |
|  |               |
|  | Tataouinea    |
|  |               |

|  | Rayososaurus                                                  |
|  |                                                               |
|  | Rebbachisaurus                                                |
|  |                                                               |
|  | \| \| Cathartesaura \| \| \| \| \| \| Limaysaurus \| \| \| \| |
|  |                                                               |
|  | Cathartesaura                                                 |
|  |                                                               |
|  | Limaysaurus                                                   |
|  |                                                               |

|  | Cathartesaura |
|  |               |
|  | Limaysaurus   |
|  |               |

|  | Nigersaurus                                                  |
|  |                                                              |
|  | \| \| Demandasaurus \| \| \| \| \| \| Tataouinea \| \| \| \| |
|  |                                                              |
|  | Demandasaurus                                                |
|  |                                                              |
|  | Tataouinea                                                   |
|  |                                                              |

|  | Demandasaurus |
|  |               |
|  | Tataouinea    |
|  |               |

|  | Rayososaurus                                                  |
|  |                                                               |
|  | Rebbachisaurus                                                |
|  |                                                               |
|  | \| \| Cathartesaura \| \| \| \| \| \| Limaysaurus \| \| \| \| |
|  |                                                               |
|  | Cathartesaura                                                 |
|  |                                                               |
|  | Limaysaurus                                                   |
|  |                                                               |

|  | Cathartesaura |
|  |               |
|  | Limaysaurus   |
|  |               |

|  | Nigersaurus                                                  |
|  |                                                              |
|  | \| \| Demandasaurus \| \| \| \| \| \| Tataouinea \| \| \| \| |
|  |                                                              |
|  | Demandasaurus                                                |
|  |                                                              |
|  | Tataouinea                                                   |
|  |                                                              |

|  | Demandasaurus |
|  |               |
|  | Tataouinea    |
|  |               |

|  | Rayososaurus                                                  |
|  |                                                               |
|  | Rebbachisaurus                                                |
|  |                                                               |
|  | \| \| Cathartesaura \| \| \| \| \| \| Limaysaurus \| \| \| \| |
|  |                                                               |
|  | Cathartesaura                                                 |
|  |                                                               |
|  | Limaysaurus                                                   |
|  |                                                               |

|  | Cathartesaura |
|  |               |
|  | Limaysaurus   |
|  |               |

|  | Nigersaurus                                                  |
|  |                                                              |
|  | \| \| Demandasaurus \| \| \| \| \| \| Tataouinea \| \| \| \| |
|  |                                                              |
|  | Demandasaurus                                                |
|  |                                                              |
|  | Tataouinea                                                   |
|  |                                                              |

|  | Demandasaurus |
|  |               |
|  | Tataouinea    |
|  |               |

|  | Rayososaurus                                                  |
|  |                                                               |
|  | Rebbachisaurus                                                |
|  |                                                               |
|  | \| \| Cathartesaura \| \| \| \| \| \| Limaysaurus \| \| \| \| |
|  |                                                               |
|  | Cathartesaura                                                 |
|  |                                                               |
|  | Limaysaurus                                                   |
|  |                                                               |

|  | Cathartesaura |
|  |               |
|  | Limaysaurus   |
|  |               |

|  | Nigersaurus                                                  |
|  |                                                              |
|  | \| \| Demandasaurus \| \| \| \| \| \| Tataouinea \| \| \| \| |
|  |                                                              |
|  | Demandasaurus                                                |
|  |                                                              |
|  | Tataouinea                                                   |
|  |                                                              |

|  | Demandasaurus |
|  |               |
|  | Tataouinea    |
|  |               |

|  | Rayososaurus                                                  |
|  |                                                               |
|  | Rebbachisaurus                                                |
|  |                                                               |
|  | \| \| Cathartesaura \| \| \| \| \| \| Limaysaurus \| \| \| \| |
|  |                                                               |
|  | Cathartesaura                                                 |
|  |                                                               |
|  | Limaysaurus                                                   |
|  |                                                               |

|  | Cathartesaura |
|  |               |
|  | Limaysaurus   |
|  |               |

|  | Nigersaurus                                                  |
|  |                                                              |
|  | \| \| Demandasaurus \| \| \| \| \| \| Tataouinea \| \| \| \| |
|  |                                                              |
|  | Demandasaurus                                                |
|  |                                                              |
|  | Tataouinea                                                   |
|  |                                                              |

|  | Demandasaurus |
|  |               |
|  | Tataouinea    |
|  |               |

Uno studio cladistico del 2015 condotto da Wilsona e dal paleontologo francese Ronan Allain ha scoperto che lo stesso Rebbachisaurus è assegnabile ai nigersaurini, pertanto gli autori hanno suggerito che Nigersaurinae è un sinonimo junior di Rebbachisaurinae (poiché quel nome avrebbe avuto la priorità). Lo stesso anno, Fanti e colleghi appoggiarono l'uso di Rebbachisaurinae su Nigersaurinae e scoprirono che Nigersaurus era il membro più primitivo di questo sottoclade "euro-africano". Nel 2019, Mannion e colleghi hanno sottolineato che da quando Nigersaurus è stato classificato come sister taxon di tutti gli altri nigersaurini in alcuni studi, un clade Rebbachisaurinae potrebbe non necessariamente includere Nigersaurus stesso (così come il fatto che la posizione di Rebbachisaurus potrebbe cambiare nelle analisi future) e ha sostenuto l'uso continuato del nome Nigersaurinae su Rebbachisaurinae per tutti i rebbachisauridi più strettamente correlati a Nigersaurus che a Limaysaurus. Hanno inoltre scoperto che i nigersaurini erano limitate al Nord Africa e all'Europa e che i Limaysaurinae era presenti solo in Argentina. Lo stesso anno, il paleontologo brasiliano Rafael Matos Lindoso e colleghi hanno usato il nome Nigersaurinae su raccomandazione di Mannion, nella descrizione di Itapeuasaurus, dal Brasile, classificandolo all'interno dei per nigersaurini, espandendo l'areale geografico di questo lignaggio (rendendo meno affidabili le ipotesi paleobiogeografiche per questo gruppo).

## Scoperta

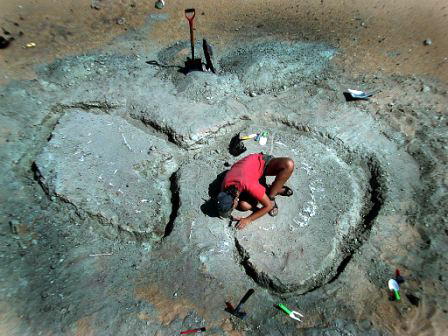
Scavo di un esemplare nel 2000

I resti che si ritiene appartengano a Nigersaurus furono scoperti per la prima volta durante una spedizione del 1965-1972 nella Repubblica del Niger guidata dal paleontologo francese Philippe Taquet e menzionati per la prima volta in un documento pubblicato nel 1976. Sebbene sia un genere comune, il dinosauro rimase poco conosciuto fino a quando non furono scoperti più materiali fossili di altri individui durante le spedizioni guidate dal paleontologo americano Paul Sereno, nel 1997 e nel 2000. La comprensione limitata del genere era il risultato di una scarsa conservazione dei suoi resti, che deriva dalla costruzione delicata e altamente pneumatica del cranio e dello scheletro, che a sua volta causava la disarticolazione dei fossili. Alcuni elementi del cranio erano così sottili che a luce poteva passare attraverso le ossa. Sebbene non siano stati ritrovati crani intatti o scheletri articolati, questi esemplari rappresentano i resti di rebbachisauridi più completi conosciuti.

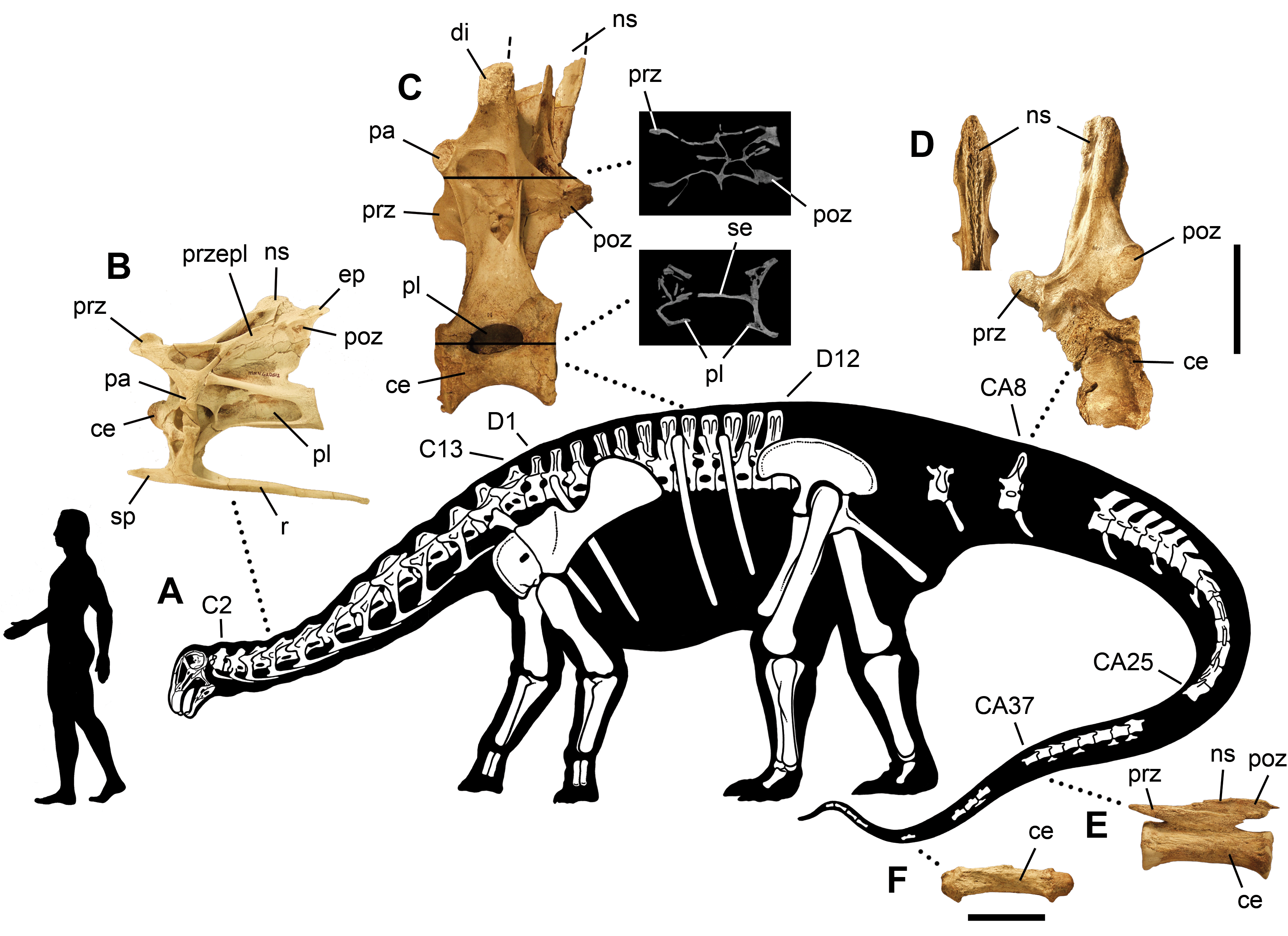
Diagramma che mostra le parti conosciute dello scheletro e le dimensioni dell'animale

Nigersaurus è stato nominato e descritto più dettagliatamente da Sereno e colleghi solo nel 1999, sulla base di resti di individui di recente scoperta. Lo stesso articolo nomina anche Jobaria, un altro sauropode del Niger. Il nome di genere Nigersaurus ("lucertola del Niger") è un riferimento al paese in cui è stato scoperto, mentre il nome specifico, taqueti, rende omaggio a Taquet, che fu il primo ad organizzare una spedizioni paleontologiche su larga scala in Niger. L'esemplare olotipo (MNN GAD512) è costituito da un cranio e un collo parziali. Anche del materiale degli arti e una scapola ritrovati nelle vicinanze sono stati riferiti allo stesso esemplare. Questi fossili sono ospitati presso il Museo Nazionale del Niger.
Sereno e il paleontologo americano Jeffrey A. Wilson hanno fornito la prima descrizione dettagliata del cranio e degli adattamenti alimentari nel 2005. Nel 2007, una descrizione più dettagliata dello scheletro è stata pubblicata dai colleghi di Sereno, sulla base di un esemplare scoperto dieci anni prima. I fossili, insieme ad uno scheletro montato e ad una ricostruzione della testa e del collo, furono successivamente presentati alla National Geographic Society di Washington. Nigersaurus fu soprannominato come la "mucca del Mesozoico" dalla stampa e Sereno sottolineò che era il dinosauro più insolito che avesse mai visto, paragonando il suo aspetto fisico a Dart Fener e ad un aspirapolvere, e ha comparato la bocca dell'animale ad un nastro trasportatore e a tasti di pianoforte affilati.
Restano da descrivere numerosi esemplari di Nigersaurus raccolti da spedizioni francesi e americane. Denti simili a quelli di Nigersaurus sono stati ritrovati sull'isola di Wight e in Brasile, ma non si sa se appartengano a parenti di questo taxon o a titanosauri, i cui resti sono stati ritrovati nelle vicinanze. Anche una mandibola assegnata al titanosauro Antarctosaurus è simile a quella di Nigersaurus, ma potrebbe trattarsi di un caso di evoluzione convergente.

## Paleobiologia

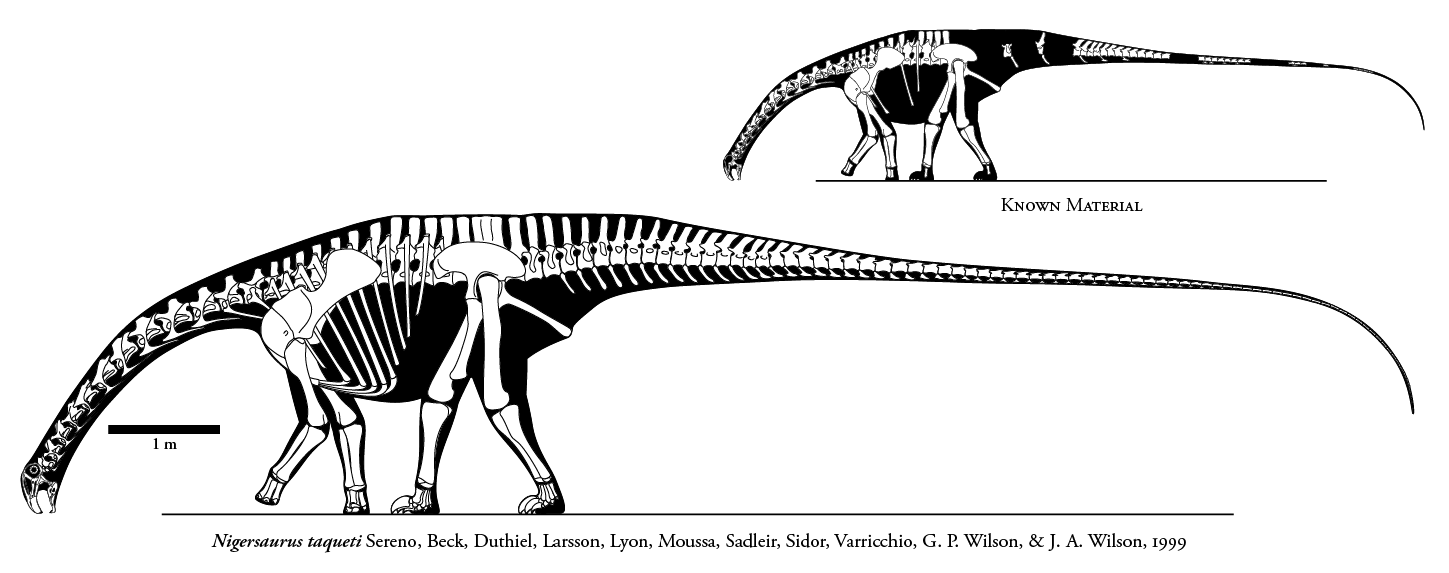
Diagramma dello scheletro di N. taqueti

Sebbene Nigersaurus avesse grandi narici e un muso carnoso, Sereno e colleghi hanno scoperto che la regione adibita all'olfatto del cervello dell'animale era sottosviluppata, indicando che l'animale non aveva un grande senso dell'olfatto. Il rapporto cervello-corpo-massa era nella media per un rettile, e più piccolo di quello degli ornitischi e dei teropodi non-coelurosauri. Il telencefalo rappresentava circa il 30% del volume del cervello, come in molti altri dinosauri.
Nel 2017 il paleontologo argentino Lucio M. Ibiricu e colleghi hanno esaminato la pneumaticità dello scheletro postcranico dei rebbachisauridi, ipotizzando che possa trattarsi di un adattamento per ridurre la densità dello scheletro e che ciò avrebbe potuto ridurre l'energia muscolare necessaria per muoversi, così come il calore generato nel processo. Poiché diversi rebbachisauridi abitavano a latitudini tropicali o subtropicali durante il Cretaceo medio, questa pneumaticità potrebbe aver aiutato gli animali a far fronte alle elevate temperature. Secondo Ibiricu e colleghi, questo adattamento potrebbe essere una delle ragioni per cui i rebbachisauridi furono l'unico gruppo di diplodocoidi a sopravvissuti fino Cretaceo superiore.

### Dieta e alimentazione

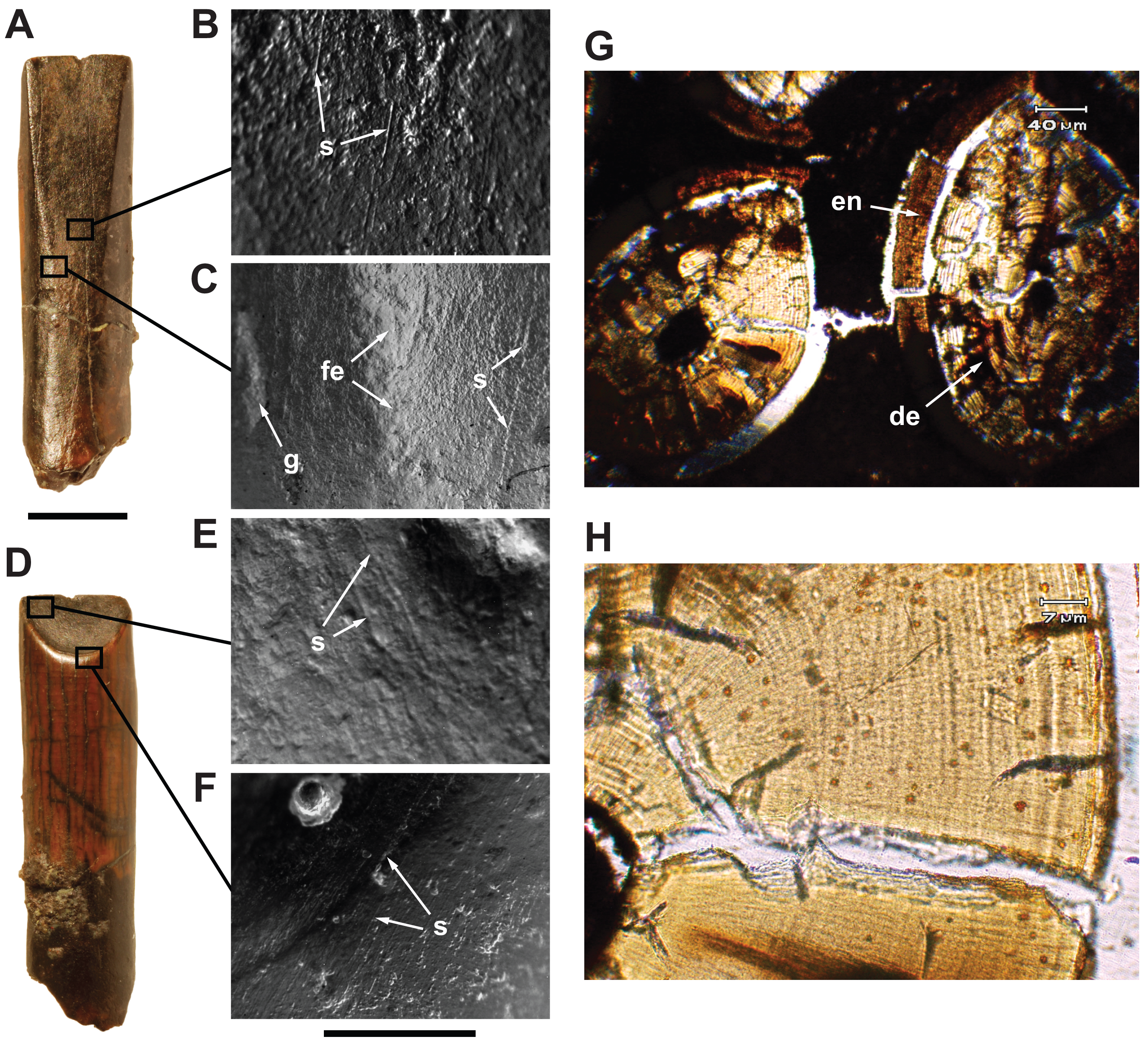
Forma della corona, modello di usura e microstruttura dei denti

Sereno e i suoi colleghi hanno suggerito che Nigersaurus fosse un brucatore non selettivo che si cibava a livello del suolo. La larghezza del muso e l'orientamento delle file dei denti mostrano che il sauropode avrebbe potuto raccogliere molto cibo e consumarlo vicino al suolo, ad un metro da terra. Ciò è ulteriormente supportato dalle sfaccettature sul lato labiale (rivolto esternamente) dei denti superiori, simili a quelli di Dicraeosaurus e Diplodocus, che dimostrano che il cibo o il substrato ingerito consumava i denti dell'animale durante l'alimentazione. Il Nigersaurus presentava anche segni di usura da dente a dente ad angolo basso all'interno delle corone, il che suggerisce che il movimento delle fauci era limitato a precisi movimenti su e giù. Denti usurati dalla mandibola non sono ancora stati scoperti, ma si prevede che mostrino un'usura contrapposta. La capacità di alzare la testa ben al di sopra del suolo non significa che Nigersaurus sfogliasse le chiome degli alberi, poiché il collo corto dell'animale avrebbe limitato il raggio della portata rispetto ad altri diplodocoidi.
Il muscolo adduttore della mascella sembra essersi attaccato all'osso quadrato anziché alla fenestra sopratemporale. Sia questo che gli altri muscoli masticatori erano probabilmente deboli e si stima che Nigersaurus avesse uno dei morsi più deboli tra i sauropodi. Inoltre, secondo Whitlock e colleghi, nel 2011, la natura piccola e quasi parallela dei graffi e delle fossette sui denti (causate dal materiale vegetale, durante la continua masticazione) indica che l'animale si nutriva di cibi relativamente morbidi, piante erbacee come felci a bassa crescita. Because of the lateral orientation of the teeth, it probably would not have been able to chew. Inoltre, a causa dell'orientamento dei denti, l'animale, probabilmente, non era in grado di masticare. Nigersaurus consumava le corone dei denti più velocemente di qualsiasi altro dinosauro erbivoro, e il tasso di sostituzione dei denti era il più alto di tutti i dinosauri conosciuti. Ogni dente veniva sostituito una volta ogni 14 giorni; sebbene originariamente il tasso di sostituzione fosse stato stimato inferiore. Contrariamente a Nigersaurus, si ritiene che i sauropodi con tassi di sostituzione dei denti più bassi e corone dentali più larghe siano stati i sauropodi che si nutrivano delle canopie degli alberi.

### Postura della testa

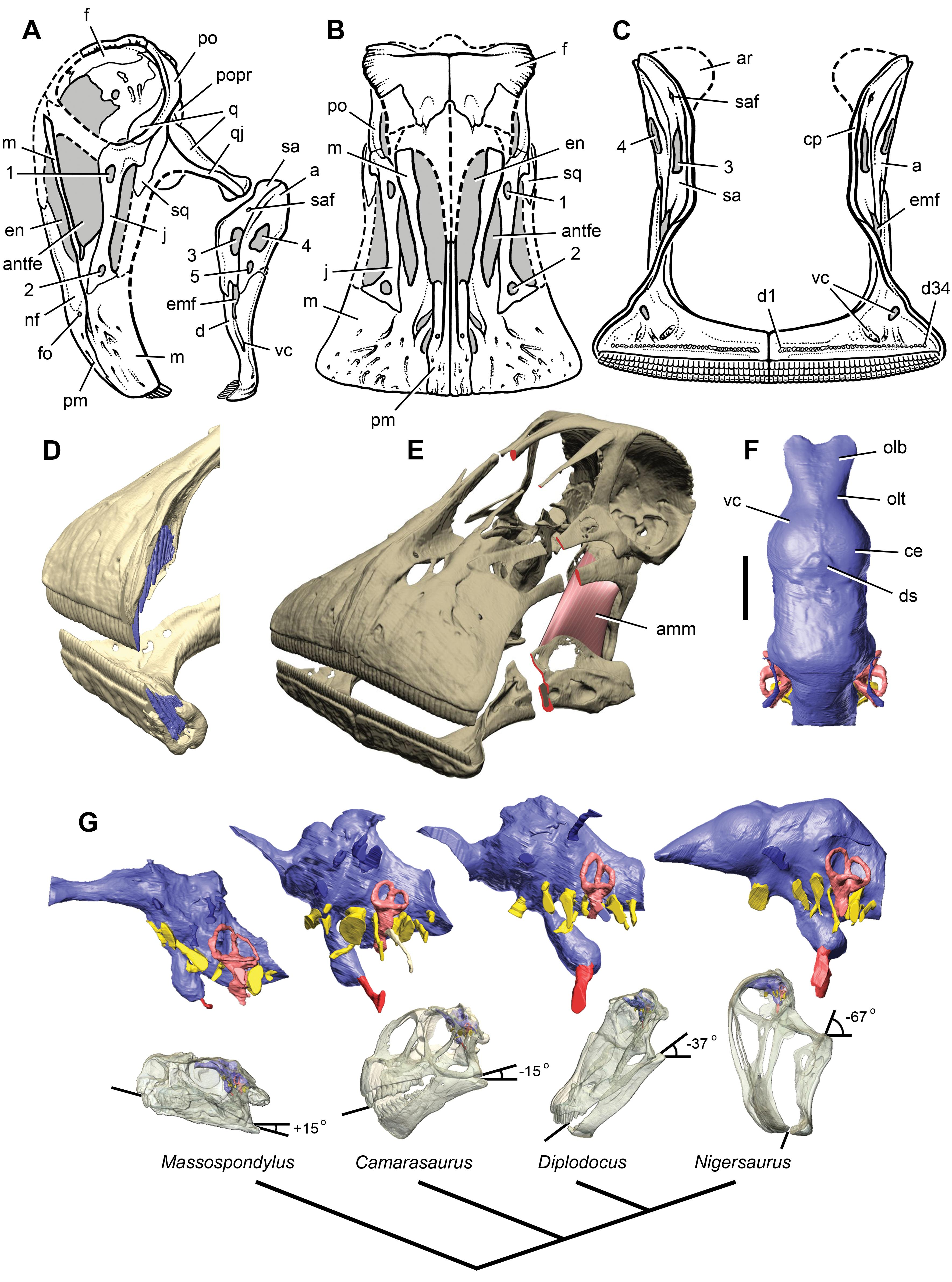
Diagramma del cranio e ricostruzione 3D della batteria dentale, del cranio e del cervello, nonché posture della testa di alcuni sauropodomorfi, proposte da Sereno e colleghi

Sulla base delle scansioni microtomografiche degli elementi cranici dell'esemplare olotipo, Sereno e colleghi hanno creato un "prototipo" di teschio di Nigersaurus che potevano esaminare. Hanno anche creato un calco endocranico del cervello e scansionato i canali semicircolari del suo orecchio interno, che hanno trovato orientati orizzontalmente. Nel loro studio del 2007, hanno affermato che la struttura dell'occipite e delle vertebre cervicali avrebbero limitato il movimento verso l'alto e verso il basso del collo e la rotazione del cranio. Sulla base di questa analisi biomeccanica, il team ha concluso che la testa e il muso dell'animale erano abitualmente orientati a 67° verso il basso e vicini al livello del suolo, come adattamento per la brucazione a livello del suolo. Questo modello è diverso dal modo in cui altri sauropodi sono stati ricostruiti, con la testa tenuta più orizzontalmente o verso l'alto.
Uno studio del 2009, condotto dal paleontologo britannico Mike P. Taylor e dai suoi colleghi ha convenuto che Nigersaurus era in grado di nutrirsi con la posizione discendente della testa e del collo proposta dallo studio del 2007, ma ha contestato che questa era la posizione abituale dell'animale. Lo studio ha rilevato che la postura "neutrale" della testa e del collo degli animali moderni non corrisponde necessariamente alla loro postura abituale nella testa. Ha inoltre sostenuto che l'orientamento dei canali semicircolari varia significativamente tra le specie moderne e non è quindi affidabile per determinare la postura della testa. Ciò è stato supportato dal paleontologo spagnolo Jesús Marugán-Lobón e dai suoi colleghi in uno studio del 2013 che ha suggerito che i metodi utilizzati dal team di Sereno erano imprecisi e che Nigersaurus, probabilmente, manteneva abitualmente la testa come gli altri sauropodi.

## Paleoecologia

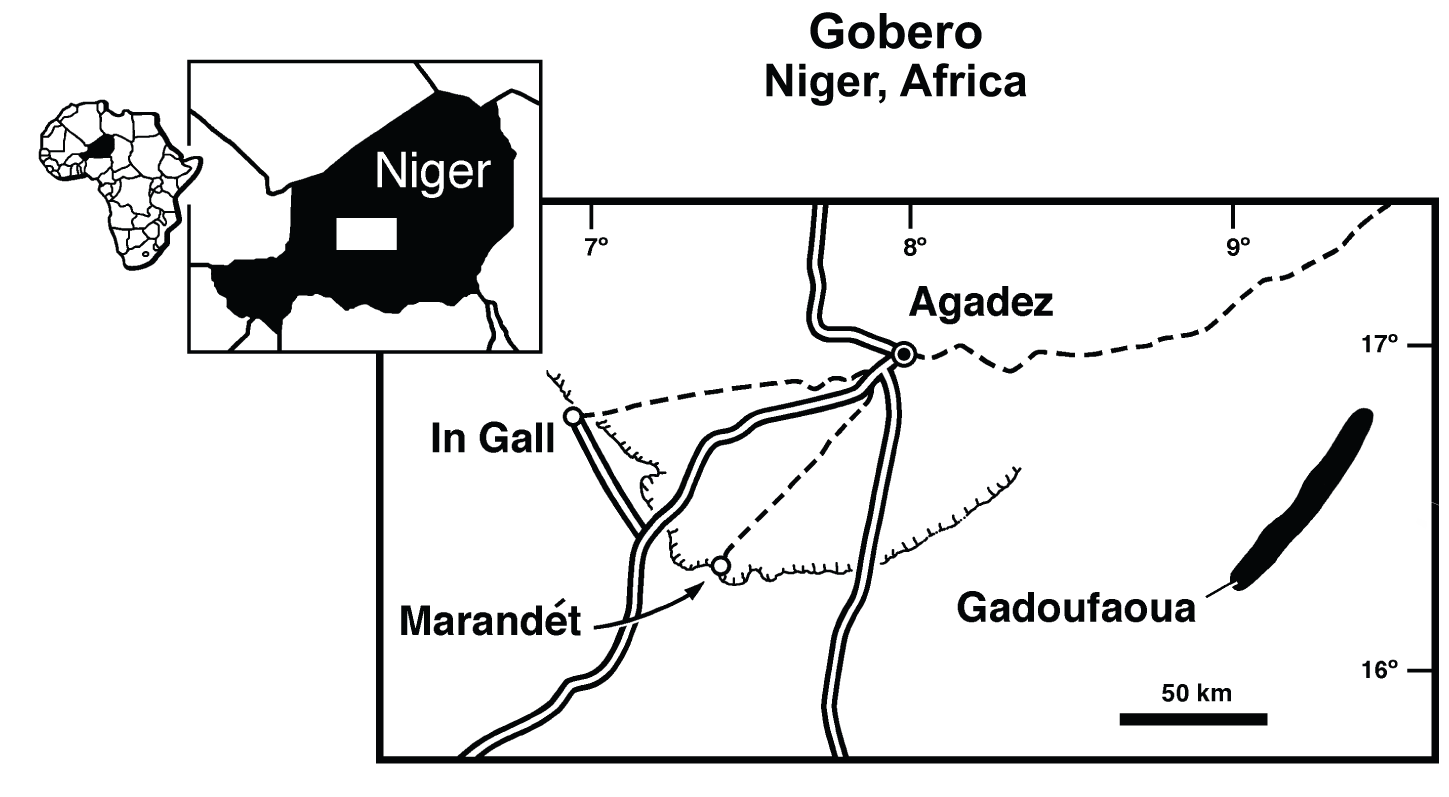
Località del Gadoufaoua, nel Niger

Nigersaurus è noto dalla Formazione Elrhaz del gruppo Tegama in un'area chiamata Gadoufaoua, situata in Niger. È uno dei vertebrati più comuni della formazione. La Formazione Elrhaz è costituita principalmente da arenarie fluviali a basso rilievo, molte delle quali sono oscurate dalle dune di sabbia. I sedimenti sono a grana grossa o media, quasi senza grana fine. Nigersaurus visse in quello che oggi è il Niger circa 115-105 milioni di anni fa, durante l'Aptiano e l'Albiano, nella metà del Cretaceo. Probabilmente, viveva in habitat dominati da pianure alluvionali interne (una zona ripariale).
Dopo l'iguanodonte Lurdusaurus, Nigersaurus era il megaerbivoro più comune. Altri erbivori della stessa formazione includono hadrosauriforme Ouranosaurus, il dryosauride Elrhazosaurus e un titanosauro non ancora descritto. Nella zona vivevano anche diversi teropodi, come l'abelisauride Kryptops, lo spinosauride Suchomimus, il carcharodontosauride Eocarcharia, l'ornithomimosauro Afromimus (da alcuni considerato un noasauride), e un noasauride non ancora descritto. L'area era anche popolata da numerosi crocodylomorfi, come Sarcosuchus, Anatosuchus, Araripesuchus e Stolokrosuchus. Inoltre, sono stati ritrovati resti di pterosauri, tartarughe, pesci, uno squalo hybodonte, e bivalvi d'acqua dolce. L'erba non si sarebbe evoluta fino al Cretaceo superiore, pertanto la flora dominante era costituita da felci, equiseti e angiosperme (che si erano evoluti dal Cretaceo medio), fornendo cibo a Nigersaurus e agli altri megaerbivori. È improbabile che Nigersaurus si nutrisse di conifere, cycadi o vegetazione acquatica, a causa della loro altezza, della loro struttura dura e rigida, e della mancanza di un habitat adeguato.